# Acacia inophyloia
Acacia inophyloia é uma espécie de leguminosa do gênero Acacia, pertencente à família Fabaceae.